# Марко Мачіна
Марко Мачіна (італ. Marco Macina; нар. 30 вересня 1964, Сан-Марино, Сан-Марино) — санмаринський футболіст, атакувальний півзахисник.

## Клубна кар'єра
Розпочинав футболом займатися у санмаринському клубі «Тре Пенне», звідки пішов у 1977 році до академії Болоньї, де жив у кімнаті з Роберто Манчіні. Восени 1981 року потрапив до першої команди й дебютував у Серії А 22 листопада в переможному (2:0) домашньому поєдинку проти туринського «Ювентуса», завдяки чому став другим уродженцем Сан-Марино, який виступав у вищому дивізіоні італійського чемпіонату (першим став Массімо Боніні, який 13 вересня того ж року дебютував за туринський «Ювентус»). Поки що це єдиний матч в історії італійської Серії A, в якому один одному протистояли два вихідця з Сан-Марино. Загалом 13 разів виходив у стартовому складі на матчі Серії А за «Болонью» та «Мілан», в яких не відзначився жодним голом.
Восени 1985 року він зіграв у трьох матчах Кубку УЄФА у футболці «Мілана». У першому з них, проти «Локомотива» (Лейпциг), вийшов у стартовому складі.
11 жовтня 1987 року нього стався розрив колатеральної зв'язки, через що він пропустив решту сезону.
У Серії B грав за «Болонью», «Ареццо» і «Парму», а в Серії C1 — за «Болонью», «Реджану» і «Анкону», де завершив клубну кар'єру 1988 року.

## Кар'єра в збірній
До приєднання ФФСМ до УЄФА гравці з Сан-Марино вважалися громадянами Італії, що дало Мачіні можливість представляти вище вказану країну на міжнародному рівні. У 1980–1982 роках викликався до юнацької збірної Італії (U-16), у складі якої виграв чемпіонат Європи у вище вказаній віковій категорії. Відзначився єдиним голом у фінальному матчі проти однолітків із Західної Німеччини.
З 1986 року представляв Сан-Марино. 28 березня 1986 року в Серравалле вийшов у стартовому складі в першому міжнародному матчі Сан-Марино, проти Канади, в якому господарі програли з рахунком 0:1. Однак цей матч не вважається офіційним футбольною асоціацією Сан-Марино і навіть не входить до списку офіційних матчів збірної Канади. Два офіційних матчі Марко за збірну датуються 1990 роком і обидва припали на кваліфікацію чемпіонату Європи 1992 (14 листопада 0:4 зі Швейцарією та 5 грудня 0:6 проти Румунії).

## Статистика виступів

### Клубна
| Рік                | Матчі | Голи | Хвилини | Клуб      |
| ------------------ | ----- | ---- | ------- | --------- |
| Серія A 1981/82    | 8     | 0    | 223     | «Болонья» |
| Серія B 1982/83    | 14    | 2    | 609     | «Болонья» |
| Серія C1 1983/84   | 2     | 1    | –       | «Болонья» |
| Серія B 1983/84    | 11    | 1    | 487     | «Ареццо»  |
| Серія B 1984/85    | 26    | 3    | 1 754   | «Парма»   |
| Серія A 1985/86    | 5     | 0    | 251     | «Мілан»   |
| Серія C1 1986/87   | 23    | 4    | –       | «Реджана» |
| Серія C1 1987/88   | 5     | 0    | –       | «Анкона»  |
| Загалом у Серії A  | 13    | 0    | 474     |           |
| Загалом у Серії B  | 51    | 6    | 2 850   |           |
| Загалом у Серія C1 | 31    | 5    | –       |           |

### У збірній
| Дата       | Місто      | Господарі  | Результат | Гості      | Турнір            | Голи | Примітки |
| ---------- | ---------- | ---------- | --------- | ---------- | ----------------- | ---- | -------- |
| 28-3-1986  | Серравалле | Сан-Марино | 0 – 1     | Канада     | товариський матч  | -    | 70'      |
| 14-11-1990 | Серравалле | Сан-Марино | 0 – 4     | Швейцарія  | Відбір до ЧЄ 1992 | -    |          |
| 5-12-1990  | Бухарест   | Румунія    | 6 – 0     | Сан-Марино | Відбір до ЧЄ 1992 | -    | 46'      |
| Усього     |            | Матчів     | 3         |            | Голів             | 0    |          |

## Досягнення

### Клубні
«Анкона»
- Серія C1 (група А)
  -  Чемпіон (1): 1987/88

### У збірній
Італія
- Юнацький чемпіонат Європи (U-16)
  -  Чемпіон (1): 1982